# Ouazebas

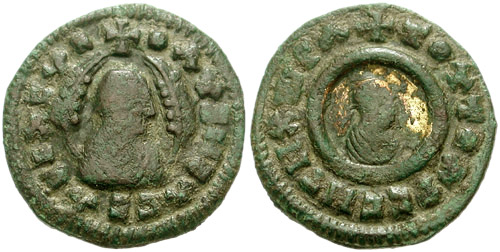
Münze des Ouazebas

Ouazebas war ein König von Aksum, der im späten 4. nachchristlichen Jahrhundert regierte.
Ouazebas ist nur von seinen Münzen bekannt. Einige von ihnen fanden sich unter der größten der Stelen in Axum, und es ist deshalb vermutet worden, dass diese unter Ouazebas umstürzte. Auf seinen Münzen erscheint auch das Motto TOYTOAPECHTHXWPA – „Möge dies die Leute zufriedenstellen“. Dieser Wunsch erscheint auch auf Münzen von Ezana. Einige seiner Münzen sind teilvergoldet, was ein typisches Merkmal axumitischer Münzen ist. Dies scheint nicht geschehen zu sein, um ihnen einen höheren Wert zu geben, sondern eventuell um das Bild des Herrschers zu veredeln.